# Rhodopsalta
Rhodopsalta är ett släkte av insekter. Rhodopsalta ingår i familjen cikador.
Kladogram enligt Catalogue of Life:
| Rhodopsalta | \| \| Rhodopsalta leptomera \| \| \| \| \| \| Rhodopsalta microdora \| \| \| \| |
|             | \| \| Rhodopsalta leptomera \| \| \| \| \| \| Rhodopsalta microdora \| \| \| \| |
|             | Amphipsalta                                                                     |
|             |                                                                                 |
|             | Cicadetta                                                                       |
|             |                                                                                 |
|             | Kikihia                                                                         |
|             |                                                                                 |
|             | Maoricicada                                                                     |
|             |                                                                                 |
|             | Notopsalta                                                                      |
|             |                                                                                 |
|             | Rhodopsalta leptomera                                                           |
|             |                                                                                 |
|             | Rhodopsalta microdora                                                           |
|             |                                                                                 |

|  | Rhodopsalta leptomera |
|  |                       |
|  | Rhodopsalta microdora |
|  |                       |